# Драгомир Костић
Драгомир Костић (Преоце, код Приштине, 27. април 1954) је српски песник и професор Универзитета у Приштини у пензији, са седиштем у Косовској Митровици.
Основну школу завршио је у Преоцу, а средњу медицинску у Приштини. Потом је завршио Филозофски факултет у Приштини 1991. године, Група за српскохрватски језик и југословенску књижевност. Магистрирао је на Филозофском факултету у Љубљани 1991. године, а докторирао 2001. године на Филолошком факултету у Београду с темом: Књижевно дело Драгише Васића, код ментора Новице Петковића. Радио је у Диспанзеру медицине рада у Обилићу као медицински техничар, потом био новинар културне рубрике Јединства, да би затим радио у Народној и универзитетској библиотеци Косова и Метохије. Од 2008. је професор Филозофског факултета у Приштини, са привременим седиштем Косовској Митровици.
Године 1984. објавио је његову најпознатију књигу „Спуштање према мору“. Стихови су му превођени на неколико језика. Највише је објављивао у часопису Јединство из Приштине. Објављује критичке радове објављује у часописима.
Тренутно живи у Преоцу.

## Признања
- Награда Лазар Вучковић

## Дела
Његове књиге су:
- Ираклијева лађа,
- Посртање,
- Туђа земља,
- Свила у пепелу,
- Спуштање према мору,
- Посртање,
- Хам,
- Фрагменти о заборављеном времену - есеји, Приштина (1997),
- Свила у пепелу, Антологија српске прозе на Косову и Метохији 1945-2000, Приштина - Подгорица (2000),
- Српска проза на Косову и Метохији 1945-1999, Приштина (2002),
- Андрић, Проклета авлија, Нови Сад (2006),
- Свет апсурда, Аникина времена Иве Андрића, Грачаница (2007),
- Роман разлика (Травничка хроника Иве Андрића), Монографска студија (2011) и др.